# Takayuki Taniguchi
Takayuki Taniguchi (japanisch 谷口 貴之, Taniguchi Takayuki; * im 20. Jahrhundert) ist ein japanischer Badmintonspieler, der im Parabadminton in den Startklassen BMSTL1 (SL3), BMSTL3 (SL4), BMSTL1, BMSTL2, SL3 und SL4 an den Start geht und dabei eine Gold- sowie mehrere Silber- und Bronzemedaillen bei Weltmeisterschaften errang.

## Karriere
Bei der Weltmeisterschaft 2003 in Cardiff im Vereinigten Königreich belegte er hinter dem Deutschen Pascal Wolter den zweiten Platz. Die Bronzemedaille ging an den Deutschen Jens Behnke und den Japaner Koji Hemmi. Im Herrendoppel, das er mit seinem Landsmann Takahito Takeyama bestritt, gewann er mit dem ebenfalls japanischen Duo Hemmi Koji und Masashi Sugimoto die Bronzemedaille. Gold ging an Chiang Chung-hou und Chuang Liang-tu aus Chinesisch Taipeh, Silber an die Thailänder Vatchera Kosintharobol und Adisak Saengarayakul.
2007 wurde die Weltmeisterschaft in Bangkok, der thailändischen Hauptstadt, ausgetragen. Taniguchi errang im Herreneinzel die Silbermedaille und musste sich im Finale dem Thailänder Subpong Meepian geschlagen geben. Bronze ging an den Hongkonger Tsang Chiu Pong und den Inder Pramod Bhagat. Im Herrendoppel gelang Taniguchi sein bestes Karriereergebnis: Zusammen mit seinem Landsmann Toshiaki Suenaga gewann er die Weltmeisterschaft; sie besiegten im Finale die Malaysier Tan Hwa Koon und Chin Syu Khui. Bronze ging an Lee Chun-ui und Kim Chang-man aus der Republik Korea sowie die Malaysier Azman Ali und Jasmi Tegol.
Bei der Weltmeisterschaft 2009 in Seoul, der Hauptstadt der Republik Korea, gelang Taniguchi zusammen mit dem Thailänder Banchop Wongkhamkhruea der Gewinn der Bronzemedaille im Herreneinzel. Gold ging an den Inder Pramod Bhagat und Silber an den Thailänder Subpong Meepian. Im Herrendoppel gewann er zusammen mit seinem Landsmann Manabu Umeda die Silbermedaille; Gold ging an Lee Chun-ui und Kim Chang-man aus der Republik Korea und Bronze an die Japaner Yusuke Yamaguchi und Katsumasa Suzuki.
Bei der erstmaligen Austragung der Para-Asienspiele, die 2010 in Guangzhou in der Volksrepublik China durchgeführt wurde, nahm Taniguchi im Badminton teil. Im Achtelfinale des Herreneinzels verlor er gegen Tian Shiwei aus der Volksrepublik China mit 9:21, 11:21. Sein Gegner Shiwei hingegen errang die Silbermedaille und verlor im Finale gegen den Hongkonger Hoang Pham Thang.
2018 nahm Taniguchi bei der vierten Ausgabe der japanischen Nationalmeisterschaften im Para-Badminton teil, die in Kurume ausgetragen wurden. Im Herreneinzel (SL3) errang er mit Taku Hiroi die Bronzemedaille; Gold ging an Daisuke Fujihara und Silber an Toshiaki Suenaga. Im Herrendoppel (SL3-4) startete er mit Takahito Takeyama und gewann zusammen mit Kazunobu Asano und Mitsuo Mizukami die Bronzemedaille. Gold ging an Taku Hiroi und Toshiaki Suenaga; Silber an Daisuke Fujihara und Kaito Nakamura.